# والتر ك. سينغلتون
والتر ك. سينغلتون (بالإنجليزية: Walter K. Singleton)‏ هو عسكري فيتنامي وأمريكي، ولد في 7 ديسمبر 1944 في ممفيس في الولايات المتحدة، وتوفي في 24 مارس 1967 في Gio Linh district ‏ في فيتنام.